# Matthew Gademske
Matthew Gademske (* 1999 in Buffalo, New York) ist ein US-amerikanischer Schauspieler.

## Leben
Gademske wurde im Jahr 1999 in der Stadt Buffalo geboren. Neben seiner Muttersprache Englisch verfügt er über Sprachkenntnisse in Spanisch. 2021 schloss er sein Studium der Betriebswirtschaftslehre am Roberts Wesleyan College ab. Während dieser Zeit spielte er vier Jahre lang Lacrosse in der NCAA Division II. Seine Schauspielausbildung erhielt er unter anderen an den Zak Barnett Studios. Im 2023 erschienenen Kurzfilm Colored White spielte er die männliche Hauptrolle des John. Im selben gab er in der Rolle des Trevor im Mockbuster Transmorphers 2: Kriegsbestien-Mech sein Spielfilmschauspieldebüt. Im Folgejahr stellte er im Katastrophenfilm Earthquake Underground die männliche Hauptrolle des Brian dar.

## Filmografie (Auswahl)
- 2023: Colored White (Kurzfilm)
- 2023: Transmorphers 2: Kriegsbestien-Mech (Transmorphers: Mech Beasts)
- 2024: Earthquake Underground